# L'Horloge de Maître Humphrey
L'Horloge de Maître Humphrey (Master Humphrey's Clock) est un hebdomadaire entièrement écrit par Charles Dickens et publié du 4 avril 1840 au 4 avril 1841. D'abord présenté avec une histoire-cadre dans laquelle Maître Humphrey se raconte et évoque le cercle de ses amis, tous zélés raconteurs, parmi lesquels figure The Pickwick Papers, s'y ajoutent bientôt plusieurs nouvelles, puis les romans Le Magasin d'antiquités et Barnaby Rudge.

## Le Magasin d'antiquités
Sans doute Le Magasin d'antiquités a-t-il d'abord été conçu comme une nouvelle, et bientôt Dickens a-t-il décidé d'en faire un roman. Maître Humphrey y apparaît en effet comme narrateur à la première personne, avant de s'effacer en déclarant à l'extrême fin du chapitre III : « And now that I have carried this history so far in my own character and introduced these personages to the reader, I shall for the convenience of the narrative detach myself from its further course, and leave those who have prominent and necessary parts in it to speak and act for themselves » (« Et maintenant, après avoir porté l'histoire en mon nom à ce stade et y avoir présenté au lecteur les personnages concernés, je m'en détache désormais et laisse ceux qui y jouent un rôle éminent et nécessaire s'y exprimer et agir en le leur »).

## Le personnage et son club
Maître Humphrey est un Londonien solitaire d'un certain âge, qui aime à collectionner de vieux manuscrits précieusement gardés dans une vieille horloge au coin de la cheminée. Un beau matin, il décide de fonder un petit cercle nommé « L'Horloge de Maître Humphrey », dont les membres liront tour à tour leurs manuscrits. Il s'agit, outre Maître Humphrey lui-même, de Jack Redburn, gentleman affligé de surdité, d'Owen Miles, négociant à la retraite, et de Mr Pickwick, bien connu des lecteurs. À la cuisine se réunit le club des domestiques, que dirige sur les mêmes bases Sam Weller (en), le fidèle serviteur de Mr Pickwick, et qui comprend la bonne de Maître Humphrey, le barbier et, bien sûr, Sam Weller en personne.
Après The Old Curiosity Shop, Maître Humphrey présente Barnaby Rudge, puis il est laissé à ses pensées au coin de la cheminée. Le monsieur sourd prend la relève ; plus tard, lui et ses amis retournent chez Humphrey où il le découvre mort. Il a légué de l'argent au barbier et à la bonne, sans doute destinés à s'unir par le mariage. Le monsieur sourd et un autre ami s'occupent de la maison du défunt et procèdent à la fermeture du club.

## Publication autonome
Dans le numéro de Master Humphrey's Clock qui suit la publication du Magasin d'antiquités, Maître Humphrey révèle à ses amis que le personnage décrit comme « le monsieur célibataire » dans le roman n'est autre que lui-même. De fait, bien que Dickens ait, dans sa préface à l'ouvrage, écrit qu'il n'avait plus rien à voir avec « le caractère décousu » (desultory) du quatrième numéro où avait paru le premier chapitre, certaines des nouvelles de la revue ont servi de cadre aux deux romans qu'elle a présentés.
Ces nouvelles ont été ensuite publiées séparément, d'abord en 1840 en trois volumes reliés sous le titre de Master Humphrey's Clock, suivant l'ordre de parution original, avec des illustrations de George Cattermole et Hablot Knight Browne.